# Lycophotia meridionalis
Lycophotia meridionalis là một loài bướm đêm trong họ Noctuidae.